# Aniceto dos Reis Gonçalves Viana

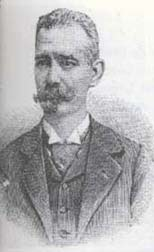
Aniceto dos Reis Gonçalves Viana

Aniceto dos Reis Gonçalves Viana (* 6. Januar 1840 in Lissabon; † 13. September 1914 ebenda) war ein portugiesischer Romanist, Lusitanist, Phonetiker und Lexikograf.

## Leben und Werk
Viana war der Sohn eines seinerzeit berühmten Theatermanns (Epifânio Aniceto Gonçalves Viana, 1813–1857). Wegen des gleichzeitigen Todes seines Vaters und des älteren Bruders lag mit 17 Jahren die Last des Familienunterhalts auf seinen Schultern; er musste auf das angestrebte offizielle Studium verzichten und war zeitlebens Zollbeamter und Privatgelehrter. Er arbeitete sich als Autodidakt in alle ihm erreichbaren Sprachen ein (mehrere Dutzend) und hörte Vorlesungen bei dem Altphilologen António José Viale (1806–1889), sowie bei dem Orientalisten Guilherme de Vasconcelos Abreu (1842–1917). Seine besondere Leidenschaft galt der Phonetik, Orthografie und Lexikografie des Portugiesischen, in deren Bereich er mit zahlreichen Fachvertretern in Kontakt stand. Er schrieb Schulgrammatiken des Englischen und Französischen und übersetzte Goethes Leiden des jungen Werthers ins Portugiesische.
Am Beginn seiner internationalen Bekanntheit stand der Aufsatz "Essai de phonétique et de phonologie de la langue portugaise d'après le dialecte actuel de Lisbonne" in der berühmten Zeitschrift Romania (12, 1883, S. 29–98; Lissabon 1941; verbessert in: Estudos de fonética portuguesa, 1973, S. 83–152).
Viana war Korrespondierendes Mitglied der Academia Brasileira de Letras (1910).

## Werke
- (Übersetzer) Goethe, Mágoas de Werther, Paris 1885
- Exposição da pronúncia normal portuguesa para uso de nacionais e estrangeiros, Lissabon 1892
- Portugais. Phonétique et phonologie, morphologie, textes, Leipzig/New York 1903
- Ortografia Nacional. Simplificação e uniformização sistemática das ortografias portuguesas, Lissabon 1904
- Apostilas aos dicionários portugueses, 2 Bde., Lissabon 1906
- Vocabulário ortográfico e ortoépico da língua portuguesa, Lissabon 1909, Rio de Janeiro 1932
- (mit anderen) Bases para a unificação da ortografia que deve ser adoptada nas escolas e publicações oficiais, Lissabon 1911
- Vocabulário ortográfico e remissivo da língua portuguesa, Paris 1912, 7. Aufl. 1932
- Palestras filolójicas, Lissabon 1910, 2. erw. Aufl., Lissabon 1931 (Vorwort durch Manuel Múrias)